# Давила Аррондо, Фидель
Фиде́ль Да́вила Аро́ндо (исп. Fidel Dávila Arrondo; 24 апреля 1878, Барселона — 22 марта 1962, Мадрид) — испанский полководец.

## Биография
Родился в Барселоне в 1878 году и был первым сыном Матео Давила Хиля и его жены Ирен Аррондо Ариха. В возрасте 16 лет он поступил в Толедскую пехотную академию и окончил ее 21 февраля 1896 г. в звании второго лейтенанта.
Участвовал в Испано-американской войне в 1898 г, за что получил Крест за военные заслуги. Позже был переведён в Генеральный штаб армии, затем был повышен до подполковника и отправлен в Испанское Марокко. В 1929 году Арондо достиг звания бригадного генерала и назначен в VII военный округ.
Во время военных реформ Мануэля Асаньи, Арондо ушел в отставку (резерв) и поселился в Бургосе. Там он участвовал в заговоре против Народного фронта. В ночь с 18 на 19 июля 1936 года Арондо вместе с другими мятежниками захватил правительство Бургоса. Позже он стал членом Хунты национальной обороны, Государственного технического комитета, ядра будущего испанского национального правительства. Арондо участвовал в северной кампании, в захвате Кантабрии, Астурии, Бискайи.
В августе 1939 г. он перестал возглавлять министерство и был назначен генерал-капитаном II военного округа (Севилья). В 1940 г. он был награждён Большим крестом ордена Святого Лазаря Иерусалимского.
В июле 1945 года он был назначен военным министром. В 1949 году во время поездки Франко в Португалию временно 9 дней выполнял обязанности главы правительства. В 1951 году он был членом Совета Королевства и президентом Высшего географического совета.
В 1949 году диктатор Франсиско Франко, как глава государства, пожаловал ему титул маркиза Давила, к которому в 1951 году добавился титул испанского гранда.
Умер в Мадриде в 1962 году.
В 2008 году было выдвинуто обвинение 35 высокопоставленным чиновникам режима Франко, в том числе Фиделю Давила Аррондо «за преступления, совершённые во время гражданской войны в Испании». Факты обвинения были доказаны: судья Бальтасар Гарсон официально объявил репрессии, совершенные режимом Франко, преступлениями против человечности. Но Фидель Давила Аррондо не был осуждён: «Смерть гасит уголовную ответственность» — заявил судья.